# Chitinase
Les chitinases (chitodextrinase, 1,4-beta-poly-N-acetylglucosaminidase, poly-beta-glucosaminidase, beta-1,4-poly-N-acetyl glucosamidinase, poly[1,4-(N-acetyl-beta-D-glucosaminide)] glycanohydrolase, (1→4)-2-acetamido-2-deoxy-beta-D-glucan glycanohydrolase) sont des enzymes hydrolytiques qui s'attaquent aux liaisons glycosidiques des molécules de chitine. Plus précisément, elles hydrolysent les liaisons (1→4)-β des résidus de N-acétyl-β-D-glucosaminide présents dans la chitine et les chitodextrines.
Comme la chitine est le constituant de la paroi cellulaire des mycètes et de l'exosquelette de certains animaux comme certains vers et les arthropodes, les chitinases se rencontrent généralement chez les organismes qui ont besoin de remodeler leur propre chitine ou chez ceux qui ont besoin de lyser la chitine d'autres organismes, comme les insectivores.
Parmi les organismes qui se nourrissent de chitine, on compte certaines bactéries comme Aeromonas, Bacillus, Vibrio parmi d'autres, qui peuvent causer des maladies. Elles attaquent les arthropodes, le zooplancton et les mycètes ou se nourrissent des restes de ces organismes.
Les chitinases sont aussi sécrétées par les plantes, comme un moyen de se protéger naturellement des attaques des maladies fongiques et des insectes en attaquant leur paroi ou leur cuticule à base de chitine. Cette défense des plantes contre les herbivores et les parasites n'existe pas chez les myrmécophytes qui ont une réduction de l'activité lytique de la chitinase afin de favoriser la symbiose avec les fourmis.